# Кароль Руммель
Кароль Руммель (23 травня 1888 — 13 березня 1967) — польський вершник.
Бронзовий призер Олімпійських Ігор 1928 року в командному триборстві.